# Sistema planetário

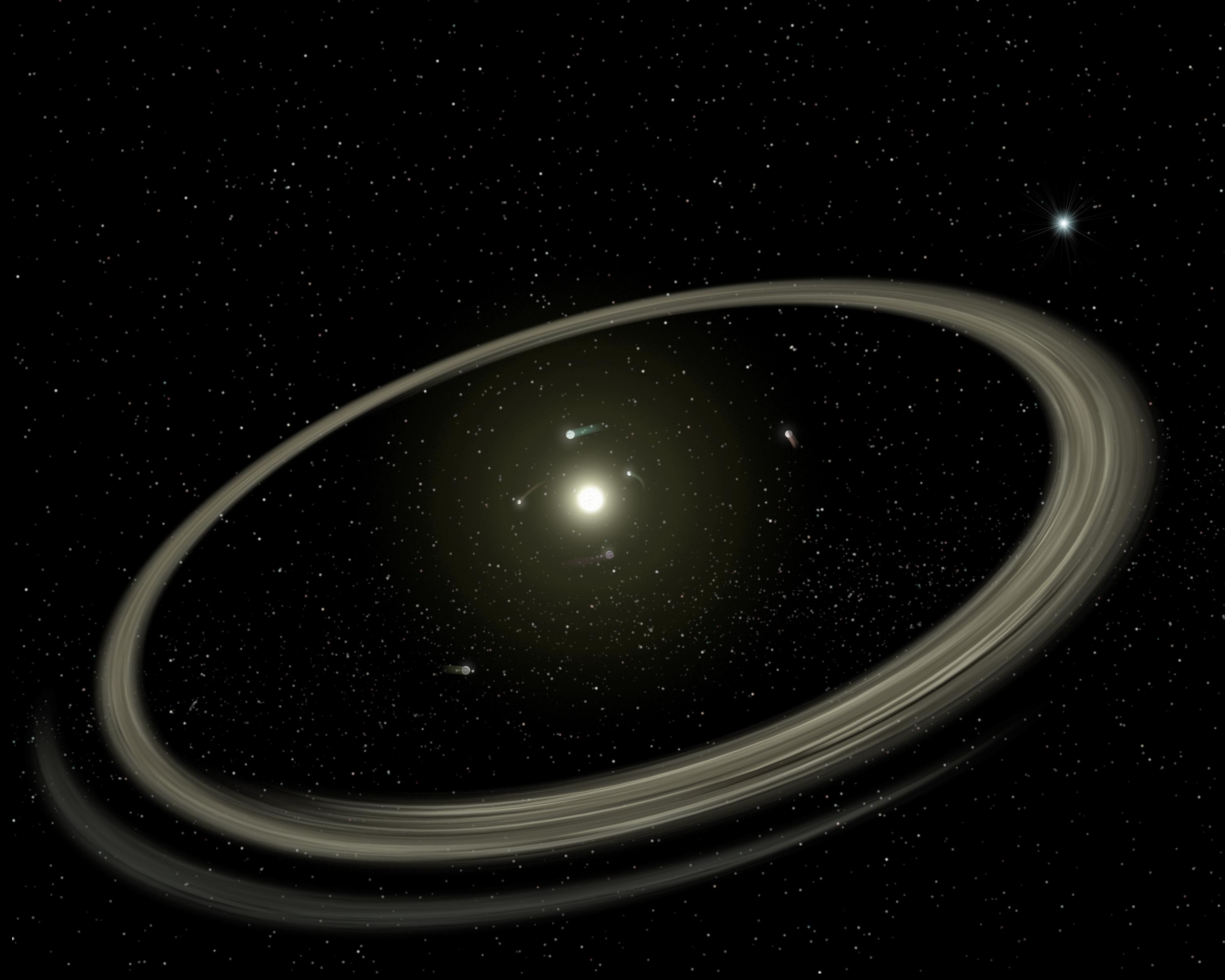
Uma concepção artística de um sistema planetário

Um sistema planetário é definido como um conjunto de corpos celestes que orbitam em torno de uma estrela central, interagindo gravitacionalmente entre si. Esses corpos podem variar desde planetas rochosos a gigantes gasosos, satélites naturais, asteroides, cometas e nuvens de poeira. O Sol juntamente com o sistema planetário que gira em torno dele, incluindo a Terra, forma o Sistema Solar. O termo sistema exoplanetário às vezes é usado em referência a outros sistemas planetários. A formação e a evolução dos sistemas planetários estão intrinsecamente ligadas aos processos físicos e astronômicos que regem a origem e o desenvolvimento das estrelas. Com base em teorias e observações, acredita-se que a formação de um sistema planetário ocorra a partir de uma nuvem molecular interestelar composta por gás e poeira, que sofre colapsos gravitacionais locais, dando origem a uma protoestrela central e a um disco protoplanetário ao seu redor. O disco protoplanetário é um componente fundamental na formação de planetas. É composto por gás e poeira que orbitam a estrela jovem e se aglutinam para formar planetesimais e, eventualmente, planetas. Esse processo de acreção gradual envolve colisões e fusões de corpos menores, resultando na formação de planetas com diferentes composições e características físicas.

## História de observação
Ao longo dos anos, avanços tecnológicos e técnicas de observação têm permitido a detecção e caracterização de uma ampla variedade de sistemas planetários em nossa galáxia e além. Através de observações diretas e indiretas, temos aprendido sobre a diversidade de sistemas planetários, suas arquiteturas, composições e propriedades físicas. A descoberta de exoplanetas, planetas que orbitam estrelas diferentes do Sol, tem revolucionado o entendimento dos sistemas planetários. Desde a detecção dos primeiros exoplanetas na década de 1990 até as missões espaciais atuais, como o Telescópio Espacial Kepler e o Satélite de Pesquisa de Exoplanetas em Trânsito (TESS), temos testemunhado uma explosão de descobertas que ampliaram nosso horizonte sobre a existência de planetas fora do nosso sistema solar. A compreensão dos sistemas planetários é essencial não apenas para ampliar nosso conhecimento do cosmos, mas também para explorar questões fundamentais relacionadas à origem da vida e à existência de ambientes habitáveis em outros lugares do universo. Ao investigar as características físicas, composições atmosféricas, dinâmicas orbitais e interações gravitacionais nos sistemas planetários, buscamos respostas para perguntas fundamentais sobre nossa própria existência e sobre a existência de vida em outros planetas.

## Composição
Um sistema planetário é composto por vários entes que interagem entre si de maneiras complexas:

###### Planetas
Os planetas são os principais objetos de um sistema planetário. Eles são corpos celestes que orbitam em torno de uma estrela e têm massa suficiente para assumir uma forma esférica devido à sua própria gravidade. Os planetas variam em tamanho, composição e características físicas. Alguns são rochosos, como a Terra, enquanto outros são gasosos, como Júpiter e Saturno.

###### Meteoros
Meteoros, também conhecidos como estrelas cadentes, são pequenos corpos sólidos que entram na atmosfera de um planeta a partir do espaço. Eles se tornam visíveis devido ao atrito com a atmosfera, o que causa um brilho intenso. A maioria dos meteoros queimam completamente antes de atingir o solo, mas aqueles que sobrevivem e atingem a superfície são chamados de meteoritos. 

###### Satélites
Satélites são objetos que orbitam em torno de um planeta. Eles variam em tamanho e composição, podendo ser corpos rochosos ou gelados. A Lua é o exemplo mais conhecido de um satélite natural da Terra. Além disso, muitos planetas do nosso sistema solar possuem satélites naturais, como as luas de Júpiter e Saturno. 

###### Nuvens de poeira
Nuvens de poeira são regiões dispersas de material sólido, como partículas de poeira e fragmentos de rochas, presentes em sistemas planetários. Essas nuvens podem estar localizadas em torno de estrelas jovens, onde a formação planetária está em andamento, ou em regiões do espaço onde ocorreram colisões entre corpos celestes. As nuvens de poeira desempenham um papel crucial na formação de planetas, fornecendo matéria-prima para a aglutinação e crescimento de planetesimais e planetas. 

###### Asteroides
Os asteroides são corpos rochosos e metálicos que orbitam em torno do Sol, principalmente no cinturão de asteroides localizado entre Marte e Júpiter. Eles variam em tamanho, desde pequenas rochas até corpos com diâmetros de centenas de quilômetros. 

###### Cometas
Os cometas, por sua vez, são corpos gelados compostos principalmente de gelo de água, metano e amônia, que geralmente têm órbitas mais elípticas e se originam em regiões mais distantes do sistema solar. 

## Formação
Os sistemas planetários são formados a partir de vastas nuvens de gás e poeira interestelares conhecidas como nebulosas. Sob a influência da gravidade, essas nuvens começam a se contrair, dando origem a uma estrela central em formação, cercada por um disco protoplanetário. Os discos protoplanetários são estruturas achatadas compostas por gás e poeira que orbitam a estrela jovem em formação. Eles são essenciais para o processo de formação planetária, fornecendo material necessário para a aglomeração e crescimento de planetesimais, que são os blocos de construção dos planetas. No interior do disco protoplanetário, partículas de poeira colidem e se agrupam através de processos de acreção. Pequenas partículas se fundem para formar corpos maiores, conhecidos como planetesimais. À medida que esses planetesimais crescem, a gravidade começa a desempenhar um papel significativo, aumentando sua massa e tamanho. Os planetesimais em crescimento podem se fundir e formar núcleos planetários sólidos. Esses núcleos planetários servem como sementes para a formação de planetas. Através de um processo chamado acreção de gás, eles podem acumular grandes quantidades de gás do disco protoplanetário ao seu redor, tornando-se gigantes gasosos como Júpiter e Saturno. Durante o processo de acreção de gás, a interação entre o disco protoplanetário e o núcleo planetário pode levar à formação de um disco de acreção ao redor do núcleo. Esse disco de acreção é uma estrutura transicional que permite a captura de gás adicional pelo núcleo, resultando na formação de um planeta gigante gasoso.
Além dos planetas que se formam dentro dos discos protoplanetários, também existem os chamados planetas flutuantes, ou planetas interestelares. Esses planetas são formados em sistemas estelares, mas são ejetados de suas órbitas iniciais devido a interações gravitacionais com outros corpos celestes. Eles vagueiam pelo espaço interestelar, desvinculados de uma estrela hospedeira.

## Arquitetura de sistemas planetários
A arquitetura de um sistema planetário refere-se à distribuição e organização dos planetas em relação à sua estrela hospedeira. Essas classificações das arquiteturas planetárias estão relacionadas às condições iniciais de formação planetária, incluindo a massa do disco de gás e poeira a partir do qual os planetas se originam, bem como a abundância de elementos pesados na estrela hospedeira. Além disso, interações dinâmicas entre os planetas, como colisões ou ejeções, desempenham um papel na determinação da arquitetura final do sistema.
Com base nos estudos conduzidos pelos pesquisadores do Centro Nacional de Competência em Pesquisa PlanetS (NCCR PlanetS) e das Universidades de Genebra e Berna, na Suíça, foram identificados quatro tipos distintos de arquiteturas em sistemas planetários:

###### Ordenada
A arquitetura Ordenada é caracterizada por sistemas planetários nos quais a massa dos planetas tende a aumentar à medida que nos afastamos da estrela central. Essa arquitetura é semelhante ao nosso próprio sistema solar, onde encontramos uma sequência de planetas com massas crescentes, começando pelos planetas rochosos mais próximos do Sol e terminando com os gigantes gasosos nas regiões mais externas. 

###### Anti-Ordenada
A arquitetura Anti-Ordenada é caracterizada por sistemas planetários nos quais a massa dos planetas diminui à medida que nos afastamos da estrela central. Essa arquitetura é oposta à arquitetura Ordenada mencionada anteriormente. Em sistemas com essa configuração, os planetas nas regiões mais internas têm massas maiores, enquanto os planetas nas regiões mais externas são menores.

###### Similar
A arquitetura Similar é a mais comum entre os sistemas planetários estudados. Cerca de oito em cada dez sistemas planetários observados apresentam essa arquitetura. Nesses sistemas, os planetas vizinhos têm massas semelhantes entre si. Essa descoberta explica por que a arquitetura Similar foi identificada nos primeiros meses da missão Kepler, pois ela prevalece em muitos sistemas planetários ao redor de estrelas visíveis no céu noturno. 

###### Mista
A arquitetura Mista ocorre quando a massa dos planetas em um sistema varia consideravelmente de um planeta para outro. Isso significa que diferentes planetas podem ter massas muito diferentes em relação aos seus vizinhos. Essa variação de massa torna a arquitetura do sistema planetário mais diversificada e menos uniforme em termos de tamanho e composição dos planetas.

## Detecção de planetas

###### Velocidade radial
Uma das primeiras técnicas utilizadas para detectar exoplanetas foi a medição da velocidade radial. Esse método envolve a detecção do movimento de uma estrela em resposta à gravidade exercida por um planeta orbitando-a. Variações sutis no espectro da luz estelar revelam esses deslocamentos, fornecendo informações sobre a presença e as características do planeta.

###### Trânsitos planetários
O método de trânsitos planetários revolucionou a detecção de exoplanetas. Consiste na observação do escurecimento periódico de uma estrela quando um planeta passa em frente a ela. Essas variações no brilho estelar fornecem dados sobre o tamanho, órbita e composição do planeta, possibilitando a identificação de uma grande quantidade de exoplanetas.

###### Microlentes gravitacionais
Outra técnica para a detecção de exoplanetas é a utilização de microlentes gravitacionais. Esse método se baseia na teoria da relatividade de Einstein, que prevê que a presença de um objeto massivo, como uma estrela, pode curvar a luz de uma estrela distante, funcionando como uma lente. Quando um planeta orbita a estrela-lente, ele pode adicionar um pequeno desvio à curvatura da luz, criando um efeito de microlente. A detecção de exoplanetas por microlentes gravitacionais é bastante sensível a planetas com massas semelhantes à da Terra ou superiores, e que estejam localizados a distâncias relativamente próximas da Terra. Esses eventos de microlente podem durar apenas algumas semanas e fornecem informações valiosas sobre a presença e as características dos exoplanetas.

###### Imageamento direto
A técnica de imagens diretas permite capturar imagens dos exoplanetas diretamente. Por ser extremamente desafiadora, é mais aplicável a planetas jovens e distantes. Com o avanço da tecnologia de óptica adaptativa e de instrumentos especializados, agora é possível obter imagens de exoplanetas, fornecendo informações valiosas sobre suas características físicas.

### Missão Kepler
A missão Kepler, lançada em 2009, foi um marco na detecção de exoplanetas. Utilizando o método de trânsitos planetários, o telescópio espacial Kepler monitorou continuamente uma vasta região do espaço em busca de diminuições no brilho estelar indicativas de trânsitos planetários. Essa missão descobriu milhares de exoplanetas, incluindo muitos na chamada "zona habitável", onde a vida como a conhecemos poderia existir. Nos últimos anos, os avanços tecnológicos e a cooperação internacional têm impulsionado a detecção de sistemas planetários. Missões como o telescópio espacial TESS (Transiting Exoplanet Survey Satellite) e o satélite CHEOPS (Characterizing Exoplanet Satellite) estão aprimorando a busca por exoplanetas, expandindo nosso conhecimento sobre sua diversidade e características.

## Zonas planetárias
As zonas planetárias são regiões no cosmos onde os planetas podem estar localizados em relação às suas estrelas hospedeiras. As zonas planetárias são determinadas pela distância entre um planeta e sua estrela hospedeira, bem como pelas condições ambientais que podem permitir a existência de água líquida em sua superfície. Essas zonas desempenham um papel crucial na determinação da habitabilidade de um planeta e na busca por vida extraterrestre. A zona habitável é a região em um sistema planetário onde as condições são consideradas ideais para a existência de água líquida em uma superfície planetária e, portanto, a capacidade de suportar vida semelhante à da Terra. Essa zona está localizada a uma distância da estrela hospedeira que permite que a temperatura seja adequada para que a água não congele nem evapore completamente.
A presença de água líquida é considerada um requisito fundamental para a vida como a conhecemos. A zona fria é a região mais distante da estrela hospedeira, onde as temperaturas são muito baixas para permitir a existência de água líquida em uma superfície planetária. Essa zona é caracterizada por temperaturas extremamente baixas, que resultam em congelamento permanente da água. Embora seja improvável que planetas nessa zona sejam habitáveis, ainda é possível que abriguem formas de vida adaptadas a ambientes extremos, como organismos criptófilos. A zona quente é a região mais próxima da estrela hospedeira, onde as temperaturas são muito altas para permitir a existência de água líquida em uma superfície planetária. Nessa zona, a radiação solar intensa pode evaporar completamente a água, levando à formação de uma atmosfera rica em vapor d'água. Embora a vida como a conhecemos não seja viável nessas condições extremas, é possível que existam formas de vida adaptadas a ambientes extremamente quentes, como termófilos.
A distribuição de planetas nas diferentes zonas planetárias varia de acordo com as características do sistema estelar e os processos de formação planetária. Estudos observacionais têm revelado uma ampla gama de sistemas planetários, desde planetas terrestres na zona habitável até gigantes gasosos próximos à estrela. A descoberta de exoplanetas tem mostrado que a distribuição de planetas não é uniforme e que diferentes sistemas planetários exibem uma variedade de configurações e características. A habitabilidade de um planeta vai além da localização em uma zona planetária. Fatores como composição atmosférica, presença de gases estufa, atividade geológica, estabilidade orbital e interações gravitacionais também desempenham um papel importante na habitabilidade de um planeta. Além disso, a presença de moléculas orgânicas, a disponibilidade de nutrientes e a presença de fontes de energia são aspectos fundamentais a serem considerados 